# Cotopaxia
Cotopaxia är ett släkte i familjen flockblommiga växter. Dess två arter förekommer i nordvästra Sydamerika.

## Arter
Släktet har två accepterade arter:
- Cotopaxia asplundii Mathias & Constance
- Cotopaxia whitei Constance & W.S.Alverson